# Mathieu Doda
 (septembre 2021).
Pour les articles homonymes, voir Doda.
Mathieu Doda Mavungu (né à Kimpese le 5 décembre 1967) est un homme politique de la République démocratique du Congo et député national, élu de la circonscription de Songololo dans la province de Kongo-Central,,,.

## Biographie
Mathieu Doda Mavungu est né à Kimpese le 5 décembre 1967, élu député national dans la circonscription électorale de Songololo dans la province de Kongo-Central, il est membre du regroupement politique ADU.